# Grand Prix Rzymu
Grand Prix Rzymu, oficj. Gran Premio di Roma, Premio Reale di Roma – wyścig samochodowy, który odbywał się w latach 1925–1932, 1947, 1949–1951, 1954-1956, 1963–1969, 1971, 1973–1989, 1991. Po 1950 kilkakrotnie był rozgrywany według regulaminu Formuły 1, lecz nigdy nie był wliczany do klasyfikacji generalnej Mistrzostw Świata. Wyścig ten niemal w każdym sezonie znalazł się w kalendarzu Europejskiej Formuły 2, a także w pierwszych latach działalności Formuły 3000. Rozgrywany był na ośmiu różnych torach, lecz od 1963 roku wszystkie edycje odbywały się na torze ACI Vallelunga Circuit nieopodal Rzymu.
Po 2000 roku wielokrotnie ujawniano plany zorganizowania Grand Prix Rzymu jako eliminacji Mistrzostw Świata Formuły 1. Zawody miały się odbywać na ulicach w okolicach obiektów Esposizione Universale di Roma. Jednak niezadowolenie pomysłem organizatorów Grand Prix Włoch i brak przychylności mieszkańców spowodował porzucenie pomysłu w 2011 roku.

## Zwycięzcy
| Rok         | Kierowca              | Konstruktor    | Klasa              | Tor                | Wyniki         |
| ----------- | --------------------- | -------------- | ------------------ | ------------------ | -------------- |
| 1991        | Alessandro Zanardi    | Reynard        | Formuła 3000       | Vallelunga         | Wyniki         |
| 1990        | Nie rozgrywano        | Nie rozgrywano | Nie rozgrywano     | Nie rozgrywano     | Nie rozgrywano |
| 1989        | Fabrizio Giovanardi   | March          | Formuła 3000       | Vallelunga         | Wyniki         |
| 1988        | Gregor Foitek         | Lola           | Formuła 3000       | Vallelunga         | Wyniki         |
| 1987        | Stefano Modena        | March          | Formuła 3000       | Vallelunga         | Wyniki         |
| 1986        | Ivan Capelli          | March          | Formuła 3000       | Vallelunga         | Wyniki         |
| 1985        | Emanuele Pirro        | March          | Formuła 3000       | Vallelunga         | Wyniki         |
| 1984        | Mike Thackwell        | Ralt           | Formuła 2          | Vallelunga         | Wyniki         |
| 1983        | Beppe Gabbiani        | March          | Formuła 2          | Vallelunga         | Wyniki         |
| 1982        | Corrado Fabi          | March          | Formuła 2          | Vallelunga         | Wyniki         |
| 1981        | Eje Elgh              | Maurer         | Formuła 2          | Vallelunga         | Wyniki         |
| 1980        | Brian Henton          | Toleman        | Formuła 2          | Vallelunga         | Wyniki         |
| 1979        | Marc Surer            | March          | Formuła 2          | Vallelunga         | Wyniki         |
| 1978        | Derek Daly            | Chevron        | Formuła 2          | Vallelunga         | Wyniki         |
| 1977        | Bruno Giacomelli      | March          | Formuła 2          | Vallelunga         | Wyniki         |
| 1976        | Jean-Pierre Jabouille | Elf            | Formuła 2          | Vallelunga         | Wyniki         |
| 1975        | Vittorio Brambilla    | March          | Formuła 2          | Vallelunga         | Wyniki         |
| 1974        | Patrick Depailler     | March          | Formuła 2          | Vallelunga         | Wyniki         |
| 1973        | Jacques Coulon        | March          | Formuła 2          | Vallelunga         | Wyniki         |
| 1972        | Nie rozgrywano        | Nie rozgrywano | Nie rozgrywano     | Nie rozgrywano     | Nie rozgrywano |
| 1971        | Ronnie Peterson       | March          | Formuła 2          | Vallelunga         | Wyniki         |
| 1970        | Nie rozgrywano        | Nie rozgrywano | Nie rozgrywano     | Nie rozgrywano     | Nie rozgrywano |
| 1969        | Johnny Servoz-Gavin   | Matra          | Formuła 2          | Vallelunga         | Wyniki         |
| 1968        | Ernesto Brambilla     | Ferrari        | Formuła 2          | Vallelunga         | Wyniki         |
| 1967        | Jacky Ickx            | Matra          | Formuła 2          | Vallelunga         | Wyniki         |
| 1966        | Ernesto Brambilla     | Brabham        | Formuła 3          | Vallelunga         | Wyniki         |
| 1965        | Richard Attwood       | Lola           | Formuła 2          | Vallelunga         | Wyniki         |
| 1964        | Jo Schlesser          | Brabham        | Formuła 2          | Vallelunga         | Wyniki         |
| 1963        | Bob Anderson          | Lola           | Formuła 1          | Vallelunga         | Wyniki         |
| 1962 – 1957 | Nie rozgrywano        | Nie rozgrywano | Nie rozgrywano     | Nie rozgrywano     | Nie rozgrywano |
| 1956        | Jean Behra            | Maserati       | Samochody sportowe | Castelfusano       | Wyniki         |
| 1955        | Nie rozgrywano        | Nie rozgrywano | Nie rozgrywano     | Nie rozgrywano     | Nie rozgrywano |
| 1954        | Onofre Marimón        | Maserati       | Formuła 1          | Castelfusano       | Wyniki         |
| 1953        | Nie rozgrywano        | Nie rozgrywano | Nie rozgrywano     | Nie rozgrywano     | Nie rozgrywano |
| 1952        | Nie rozgrywano        | Nie rozgrywano | Nie rozgrywano     | Nie rozgrywano     | Nie rozgrywano |
| 1951        | Mario Raffaeli        | Ferrari        | Formuła 2          | Terme di Caracalla | Wyniki         |
| 1950        | Alberto Ascari        | Ferrari        | Formuła 2          | Terme di Caracalla | Wyniki         |
| 1949        | Luigi Villoresi       | Ferrari        | Formuła 2          | Terme di Caracalla | Wyniki         |
| 1948        | Nie rozgrywano        | Nie rozgrywano | Nie rozgrywano     | Nie rozgrywano     | Nie rozgrywano |
| 1947        | Franco Cortese        | Ferrari        | Samochody sportowe | Terme di Caracalla | Wyniki         |
| 1946 – 1933 | Nie rozgrywano        | Nie rozgrywano | Nie rozgrywano     | Nie rozgrywano     | Nie rozgrywano |
| 1932        | Luigi Fagioli         | Maserati       | Grand Prix         | Littorio           | Wyniki         |
| 1931        | Ernesto Maserati      | Maserati       | Grand Prix         | Littorio           | Wyniki         |
| 1930        | Luigi Arcangeli       | Maserati       | Grand Prix         | Tre Fontane        | Wyniki         |
| 1929        | Achille Varzi         | Alfa Romeo     | Grand Prix         | Tre Fontane        | Wyniki         |
| 1928        | Louis Chiron          | Bugatti        | Grand Prix         | Tre Fontane        | Wyniki         |
| 1927        | Tazio Nuvolari        | Bugatti        | Formuła Libre      | Parioli            | Wyniki         |
| 1926        | Aymo Maggi            | Bugatti        | Formuła Libre      | Valle Giulia       | Wyniki         |
| 1925        | Carlo Masetti         | Bugatti        | Formuła Libre      | Monte Mario        | Wyniki         |